# Hollós Ilona (színművész)
Hollós Ilona, Vágó Jánosné (Budapest, 1908. augusztus 24. – London, 1976. november 10.) színésznő.

## Pályafutása
Hollós (Schwarcz) Jakab (1877–1944) és Steinmetz Jolán (1880–1958) lánya. Apai nagyszülei Schwarcz Lipót és Kohn Mária voltak. A Színiakadémián végezte tanulmányait. 1925–26-ban a Belvárosi és a Renaissance, 1926–27-ben az Andrássy úti, 1927–29-ben a Magyar, majd 1929–30-ban a Belvárosi Színházban játszott. 1930-ban fellépett az Új Színházban, 1933-ban az Új Színpad tagja lett, 1935–36-ban a Kamara Színházhoz került. Nem volt tagja a Színészkamarának. Fiatal leányszerepeket játszott. Első férje Zsolt Béla hírlapíró volt, akivel 1927. december 27-én kötött házasságot Budapesten, a Terézvárosban, 1936-ban váltak el.

## Fontosabb szerepei
- Ophelia (Shakespeare: Hamlet)
- Soucy (Rolland: A szerelem és halál játéka)
- Germaine (Verneuil: Lamberthier úr)